# Exposition prénatale à l'alcool
 Mise en garde médicale
L'exposition prénatale à l’alcool (EPA) est due au fait que la mère consomme des boissons alcoolisées (même en faible quantité) lors de la grossesse. Ceci peut induire un syndrome d'alcoolisation fœtale. Il n'existe pas de dose d'alcool pour laquelle la santé du bébé n'est pas menacée.
L’embryon ou fœtus est alors exposé aux risques suivants : avortement spontané, retard de croissance, enfant prématuré, malformations physiques et troubles mentaux tels que déficit de l'attention, troubles de la mémoire et/ou difficultés d'apprentissage. Les séquelles, s'il y en a, seront permanentes. Selon la gravité des conséquences, on distingue le syndrome d'alcoolisation fœtale (SAF) (séquelles importantes), du trouble du spectre de l'alcoolisation fœtale ou TSAF (aux séquelles plus discrètes).

## Définitions
Sigles en français :
- ACLA : anomalies congénitales liées à l’alcool ;
- EAF : effets de l'alcool sur le fœtus / effets d'alcoolisation fœtale ;
- EPA : exposition prénatale à l'alcool ; la mère a consommé des boissons alcoolisées pendant la grossesse ;
- ETCAF : ensemble des troubles causés par l'alcoolisation fœtale ; cette dernière appellation tend toutefois à être délaissée au profit de TSAF qui illustre mieux le fait que les manifestations de ce trouble varient en intensité ;
- SAF : le syndrome d'alcoolisation fœtale ; il est la conséquence d'une exposition à l'alcool importante, quotidienne ou épisodique, pendant les périodes embryonnaire et fœtale. Il se manifeste par des anomalies physiques caractéristiques, un dysfonctionnement du système nerveux central et des retards de développement avant et après la naissance ;
- SAFP : syndrome d'alcoolisation fœtale partiel ;
- TCAF : trouble causé par l'alcoolisation fœtale ;
- TNDLA : troubles neuro-développementaux liés à l’alcool ;
- TSAF : troubles du spectre de l'alcoolisation fœtale ; le SAF fait partie des TSAF.

Sigles en anglais :
- ARBD : Alcohol-Related Birth Defects ;
- ARND : Alcohol-Related Neurodevelopmental Disorder /  Alcohol Related Neurodevelopmental Delays ;
- FAE : Fetal Alcohol Effects ;
- FAS : Fetal Alcohol Syndrome ;
- FASD : Fetal Alcohol Spectrum Disorder ;
- PAE : Prenatal Alcohol Exposure ;
- PFAS : Partial Fetal Alcohol Syndrome.

## Historique
Paul Lemoine, un pédiatre français de Nantes, débuta en 1958 une étude sur les enfants de mères alcooliques et fut le premier, en 1968, à décrire de façon exhaustive le tableau clinique des enfants souffrant du syndrome. Son étude se basait sur l’observation de 127 enfants issus de 62 familles « alcooliques ». Simultanément, des chercheurs de la côte Ouest des États-Unis, Smith, Jones et Streissguth, commencent à publier le résultat de leurs observations, similaires à celles de Paul Lemoine, et nomment le syndrome Fetal Alcohol Syndrome, en français « syndrome d'alcoolisation fœtale », appellation suggérée par le pédiatre Philippe Dehaene en 1995, qui souligne que le fœtus n'est pas alcoolique mais a subi, passivement, une alcoolisation,.
À mesure que les recherches progressent et qu'il devient évident que des enfants exposés à l'alcool in utero présentent des difficultés sans afficher toutes les caractéristiques physiques et développementales du SAF, s'ajoutent d'autres termes, dont celui d’« effets d'alcoolisation fœtale », ou EAF (aussi appelé « SAF partiel » par certains praticiens), de TNDLA (troubles neuro-développementaux liés à l’alcool), et d'ACLA (anomalies congénitales liées à l’alcool).
Depuis 2004, tant en français qu'en anglais, une nouvelle appellation est utilisée pour refléter le continuum de toutes ces anomalies causées par la consommation d'alcool pendant la grossesse : Fetal Alcohol Spectrum Disorder (FASD) ou « trouble du spectre de l'alcoolisation fœtale » (TSAF).

## Épidémiologie
Les méthodes de détection des troubles du spectre de l'alcoolisation fœtale (TSAF) ne sont pas toujours les mêmes, ce qui explique des taux de TSAF différents d'une situation à l'autre.
Selon une méta-analyse, 0,15 % des humains dans le monde sont atteints par un SAF, et il y a 9 à 10 fois plus de personnes avec un TSAF. L'Europe appartient aux régions les plus touchées, tandis que la Méditerranée Orientale est la moins touchée. Les pays qui présentent les plus grandes prévalences sont la Russie, Biélorussie, l'Italie, l'Irlande, la Croatie et l'Afrique du Sud.
En France en 2018, en moyenne un nouveau-né par jour est diagnostiqué à la naissance comme touché par une alcoolisation fœtale selon Santé Publique France dont les campagnes d'information préconisent « Zéro alcool pendant la grossesse ». Ce chiffre est très sous-estimé car il n'inclut que les diagnostics néonatals, et non ceux qui seront posés ultérieurement. On estime aussi en France que les TSAF touchent 1 % des naissances, soit 7 000 nouveaux enfants chaque année. Cela signifie qu'environ 500 000 Français souffrent à des degrés divers des séquelles de l'alcoolisation fœtale. Le syndrome d'alcoolisation fœtale (SAF) proprement dit est, en France, la première cause de retard mental non génétique. Plus de 50 % des femmes continuaient à boire pendant leur grossesse en 2003-2004, 43 % en 2006, 32 % en 2010 et 23 % en 2013, ce qui constitue un danger pour l'enfant à naître. Ces statistiques sont sujettes à caution : l'évaluation rigoureuse de l'abstinence durant la grossesse est rendue difficile par de possibles dénégations des faits.
Au Canada, la prévalence des TSAF est aussi estimée à 1 %, mais ce chiffre est supposé être sous-estimé. D’après les données de Santé Canada, 280 000 canadiens sont atteints de ce syndrome, en particulier dans les communautés du Nord où l'on assiste à un très vigoureux accroissement démographique.
En Amérique du Nord, le SAF touche de 0,2 % à 0,7 % de la population, et le TSAF de 2 % à 5 %.
Une étude menée en Italie conclut à une estimation de 2 % à 4 % d'enfants touchés par le TSAF dans le pays.
Une étude menée sur plus de 1 000 enfants de plusieurs écoles de Croatie a trouvé un taux TSAF supérieur à 6,5 % pour l'échantillon.
En Afrique du Sud, où il était de tradition de payer une partie du salaire des ouvriers viticoles en vin, le SAF représente 14 naissances sur 1 000. Les populations SAF et TSAF sont estimées ensemble à 6 000 000 de personnes.
Dans certaines communautés d'Australie, on a identifié 12 % d'enfants SAF, le taux TSAF étant encore plus important,.
Enfants confiés à l'adoption : la consommation d'alcool et la séparation mère-enfant étant souvent liées, les enfants avec un SAF ou un TSAF pourraient représenter de 20 % à 50 % de certains enfants confiés à l'adoption,,,,.
Fratrie d'une personne souffrant de SAF : le risque que les frères ou sœurs aînés soient atteints de SAF est de 17 %, pour les frères ou sœurs plus jeunes, le risque est de 77 %.

## Physiopathologie
L'alcool a un effet tératogène (susceptible de provoquer des malformations congénitales ou de perturber le développement) et est un puissant neurotoxique (qui empoisonne ou détruit le tissu du cerveau et autres parties du système nerveux).
Les effets physiologiques peuvent toucher trois domaines : les traits faciaux, le système nerveux central (SNC) et la croissance (poids, taille et périmètre crânien).
Le risque d'atteinte neurologique irréversible est fonction notamment de la dose reçue par le fœtus, de la durée de l'exposition, et de la période d'exposition (l'alcool est particulièrement nocif pendant la période d'organogenèse, entre 10 jours et 10 semaines d'aménorrhée) ainsi que d'autres facteurs reliés à la mère et à l'environnement. L'alcool passe la barrière placentaire, puis passe dans le système sanguin de l'embryon et du fœtus. Les lésions, une fois constituées, sont définitives.

### Trajet de l'alcool à travers l'utérus et le placenta
L’alcool ingéré par la mère passe très rapidement dans son sang. La plus importante voie d’absorption de l’alcool est la muqueuse gastro-intestinale, c'est-à-dire le duodénum et le jéjunum, les deux premières parties de l’intestin grêle. Une fois absorbé, le sang le distribue via les capillaires à tous les organes, dont l'utérus. Le sang de la mère et le sang du bébé sont séparés par plusieurs couches fœtales qui agissent comme des filtres. Ces tissus filtrants permettent toutefois le passage des molécules d’éthanol dissoutes dans le sang. Chez un adulte, l’alcool est entièrement transformé dans le foie grâce à deux enzymes cytoplasmiques, l’alcool déshydrogénase et l’aldéhyde déshydrogénase. L'embryon n'a pas de foie, celui du fœtus est peu développé. Ce foie ne détoxifiant pas ou très peu, l'alcool reste dans le sang. Il ne sera détoxifié que petit à petit en repassant dans le corps de la mère. Pour cette raison, l'embryon ou le fœtus reste imprégné plus fort et plus longtemps que sa mère.
De l'alcool passe aussi dans le liquide amniotique, il y reste longtemps. L'embryon ou le fœtus l'absorbe par déglutition et mouvements respiratoires.
Immédiatement après l'absorption d'alcool par la mère, le fœtus baigne dans du liquide amniotique alcoolisé et l'absorbe lui aussi. Il ralentit ses mouvements respiratoires parce qu'il souffre.

### Effets détaillés causés par l'absorption d'alcool
| Période d'exposition                       | Quelques effets possibles                                                                           |
| ------------------------------------------ | --------------------------------------------------------------------------------------------------- |
| Premiers jours                             | Peut empêcher l’ovule de s’implanter                                                                |
| Troisième semaine                          | Peut provoquer des malformations de l'œil                                                           |
| Entre la troisième et la quatrième semaine | Conséquences mineures sur le crâne et sur certaines parties du visage de l’embryon                  |
| Jusqu’à la septième semaine                | Peut provoquer la fente du palais et de la lèvre                                                    |
| Septième semaine                           | Peut causer des malformations au niveau des organes génitaux, du cœur et du diaphragme du fœtus     |
| Semaine 11 à 16                            | Augmentation du risque d'épilepsie                                                                  |
| Premier trimestre                          | Déficits de l'apprentissage, de la mémoire, du langage                                              |
| Deuxième trimestre                         | Effets importants sur la motricité et probabilité d’un avortement spontané qui ne cesse d’augmenter |
|                                            | Diminution des capacités en lecture et calcul                                                       |
| Troisième trimestre                        | Croissance du fœtus énormément ralentie                                                             |
| Toutes périodes                            | Construction du cerveau et du système nerveux central perturbée, trous dans le cerveau              |
| Période non connue                         | Angiome,, sensibilité au bruit                                                                      |

Selon Philippe Dehaene (1995), l’alcool diminue la circulation sanguine dans le placenta et, de ce fait, provoque des spasmes au niveau des vaisseaux sanguins. Ce phénomène entraîne des malformations, dues à un ralentissement des processus de division cellulaire et au fait que l’organisation neuronale se trouve modifiée. Enfin, la myélinisation des neurones est retardée, compromettant le bon passage des influx nerveux.
Après l'absorption par la mère d'une boisson alcoolisée, le fœtus ralentit fortement ses mouvements respiratoires durant quelques heures.
Les avortements spontanés et les accouchements prématurés sont très fréquents chez les femmes ayant consommé de l'alcool pendant leur grossesse. Il est aussi fait mention de nombreux cas de bébés morts quelques jours après leur naissance en raison d’un trop faible poids ou d’anomalies physiques importantes.
Le syndrome de l’alcoolisation fœtale inclut un système immunitaire anormalement faible, ce qui favorise les maladies infectieuses. Des retards du développement physique et des dysfonctionnements du système nerveux central sont observés. Si seulement le tiers des enfants ayant un SAF présente une déficience intellectuelle souvent mineure directement attribuable à l'exposition à l'alcool in utero, la grande majorité présenteront des difficultés au niveau des fonctions exécutives limitant ainsi le développement de leur autonomie. La scolarisation ne se fait pas sans difficultés en raison de divers troubles d'apprentissage, mais est possible lorsque le personnel enseignant connaît le TSAF et sait appliquer les principes pédagogiques spécifiques et procède à l'aménagement de la classe dans le but de diminuer les agressions sensorielles et les sources de distraction.

### Expériences sur animaux
Les expériences sont menées de la façon suivante : des femelles en gestation sont séparées en plusieurs groupes. Dans un groupe, les femelles absorbent de l'alcool, les autres femelles n'en reçoivent pas. Les jeunes de chaque groupe sont ensuite traités de façon identique. Des comparaisons sont faites entre les descendants qui ont subi une alcoolisation prénatale et les autres.
Selon les quantités ou les périodes d'alcoolisation, les conséquences observées sont les suivantes : malformation du cerveau,, même pour de petites quantités[source insuffisante] , malformation des yeux, la taille des neurones du corps genouillé latéral dorsal peut être affectée, anomalies de la face ; malformations internes (cœur, reins, poumons), malformation des membres, taille et poids plus faibles, difficultés d'organisation spatiale qui persistent à l'âge adulte,, comportement affecté, même à l'âge adulte,. Cependant, les conséquences diffèrent selon le bagage génétique du fœtus.
L'acétaldéhyde est produit lors de l'élimination de l'alcool. Des expériences menées avec de l'acétaldéhyde seul montre qu'il est responsable de malformations semblables à celles provoquées par l'alcool,.
Après la naissance, l'enrichissement de l'environnement peut réduire les désordres des capacités cognitives,.

### Quelle quantité sans danger? Quelle probabilité?
Dans deux études menées en 1983, des femmes enceintes ont bu environ 2 verres. De l'alcool a été retrouvé pendant au moins 3 heures dans le liquide amniotique, et on a constaté que leurs fœtus ont ralenti leurs mouvements respiratoires pendant 3 heures. Philippe Dehaene suppose que c'est un signe de souffrance du fœtus.
À long terme, chaque verre est un risque pour l'enfant à naître. Cependant, certaines situations sont plus dangereuses que d'autres :
- une consommation importante dans un laps de temps court (par exemple lors d'une fête)[59],[60] ;
- le début de la grossesse, parce que les organes sont en formation ;
- une mère plus âgée ;
- les habitudes de consommation avant grossesse : plus la consommation était importante, plus le risque est élevé.

Globalement, la consommation d'alcool pendant la grossesse présente un risque de 1,5 % que le bébé soir atteint de SAF, et 9 à 10 fois plus de risque qu'il ait un TSAF. Pour une consommation importante, définie comme 2 verres standards au moins chaque jour ou 6 verres standards en une occasion, les risques de naissance d'un SAF sont de 4.3 %.
Le risque d'avortement augmente à partir d'une consommation inférieure à 2 verres par semaine.
À moins d'un verre par jour, on observe des problèmes de comportement. À partir d'un verre par jour, il y a une diminution certaine des compétences en mathématiques, lecture et orthographe.
Certaines études ne montrent pas de lien entre EPA et difficultés. Ces mêmes études ne montrent pas non plus que l'EPA serait sans danger.
- Une étude danoise[62] ne trouve pas d'incidence sur le QI à l'âge de 5 ans. Mais les autres difficultés n'ont pas été étudiées, ainsi que ce qui n'est pas encore visibles à 5 ans[63] : acquisition de la lecture, problèmes de mémoire, ne pas reconnaître la gauche de la droite… Une autre étude menée sur des enfants de 6 à 7 ans montre que des problèmes de comportement sont déjà observables avec une faible consommation[64].

- Une étude de 2018 mené par le professeur Yvonne Kelly « n'a pas montré de différences significatives ni sur le plan comportemental, ni sur le plan de l’acquisition, entre les enfants nés de mères ayant consommé de façon légère de l’alcool pendant leur grossesse et ceux dont les mères ont été abstinentes ». Mais « on ne sait pas la quantité exacte d’alcool qui a été consommée, à quelle période et pendant quelle durée »[65].
- Certains ouvrages traitant de grossesse[66] affirment qu'une faible EPA ne présente pas de risque statistique d'avoir un enfant avec un SAF. Cependant, 7 % des SAF ont été causés par un seul verre par jour, certains SAF ayant même été causé par moins[67].
- Les mères qui consomment peu, ont en moyenne un niveau d'éducation et un niveau socio-économique plus élevé que les mères qui ne boivent rien. Ces niveaux plus élevés ont une influence positive sur les capacités des enfants. Certaines études ne prennent pas en compte ces paramètres, et présentent de ce fait des résultats biaisés.

## Repérage - Dépistage
Le repérage / dépistage est important pour les raisons suivantes :
- même en l'absence d'un diagnostic confirmé, un encadrement spécifique TSAF peut aider les enfants pour lesquels on soupçonne un TSAF ;
- la fratrie de l'enfant ayant un TSAF a peut-être aussi subi une EPA, et peut avoir un TSAF plus léger et difficilement détectable. Un encadrement TSAF pourra aider la fratrie dans ses difficultés ;
- information des risques pour la mère biologique, pour éviter une nouvelle EPA à la prochaine grossesse.

Certains SAF peuvent repérés dès la naissance, car les bébés avec un SAF portent des caractéristiques visibles dès le premier jour. Un syndrome de sevrage néonatal sera aussi une indication d'un risque de TSAF.
Le repérage d'un TSAF est plus difficile, un dépistage peut être envisagé dans les cas suivants : suspicion de consommation d'alcool pendant la grossesse ; convulsions ; yeux, philtrum ou lèvre de forme typique ; crâne petit ; retard de croissance ; retard d'apprentissage ; retard psychomoteur ; trouble du langage ; enfant en permanence trop remuant ou trop calme ; enfant donnant l'impression que « quand il se décidera, ça ira tout seul »…
Si l'EPA est soupçonnée pendant la grossesse, mais niée par la mère, elle peut être confirmée à la naissance par le méconium où l'on trouvera des marqueurs d'exposition à l'alcool. Plus tard, le repérage peut être soutenu par les dentistes, parce qu'ils sont en première ligne pour détecter des anomalies du visage et de la mâchoire. Cependant, d'autres outils de dépistage existent.
Un dépistage mené en 2001 en milieu carcéral a montré que de 10 % à 25 % de la population carcérale aurait un TSAF.

## Diagnostic
En 2005, les pédiatres canadiens ont publié les lignes directrices concernant le diagnostic de SAF et autres TSAF.

### Diagnostic du SAF

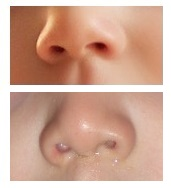
En haut : nez 2 ans. En bas : nez SAF 2 ans, narines tournées vers l'avant, philtrum atténué.

La consommation importante de boissons alcoolisées par la mère lors de la grossesse étant connue ou supposée, le diagnostic se fait par l'observation d'une triade de facteurs caractéristiques :
- retard de croissance intra-utérin : il est harmonieux, c’est-à-dire qu'il touche à la fois le poids, la taille, et le périmètre crânien. Les enfants naissent plus frêles, plus fragiles, et souvent prématurément ;
- dysmorphie cranio-faciale : l'alcoolisation fœtale, durant la période de création du visage, entraîne un aspect typique de la tête du bébé, avec des fentes palpébrales étroites, un pli de la peau de l'œil, une ensellure nasale marquée, une bosse entre les sourcils, des oreilles basses et décollées, un important microrétrognatisme (mandibule petite et trop en arrière), une lèvre supérieure mince et convexe, des narines antéversées (tournées exagérément vers l'avant), un philtrum long et bombant en verre de montre[3] ; des expériences sur animaux montrent les mêmes anomalies faciales;
- troubles psychiatriques : ils apparaissent après la naissance, parfois dans l'enfance ;
  - syndrome de sevrage alcoolique immédiat : avec tremblements, troubles du sommeil,
  - hyperactivité pendant l'enfance avec irritabilité, déficit de l'attention, troubles de la concentration,
  - retard mental : des études ont démontré qu'une consommation de 3 verres d'alcool par jour par la mère entraîne une perte moyenne de 7 points de QI,
  - troubles du tonus musculaire, de la mémoire, de la motricité fine.

Des malformations sont aussi observées dans environ 25 % des cas, et peuvent toucher le cerveau, les yeux, les oreilles, les dents, les os, le cœur, l'appareil urinaire, etc.

### Diagnostic des TSAF
En 2006, une liste de dix compétences à observer est proposée, aidant à établir si l'exposition prénatale à l'alcool a causé des atteintes du cerveau et du système nerveux central, posant des problèmes de cognition.
Il ne faut pas présenter toutes les anomalies pour souffrir d'un TSAF. Les personne souffrant de SAF peuvent présenter aussi ces types d'anomalie.
Les dysfonctionnements peuvent concerner les compétences suivantes :

### Difficultés du diagnostic des TSAF
Le diagnostic se heurte aux difficultés suivantes :
- certaines affections ont des symptômes proches qui peuvent induire un diagnostic erroné :
  - un TSAF peut causer des troubles moteurs[74], et ces troubles être identifiés comme de la dyspraxie,
  - les problèmes de comportement des personne avec un TDAH et ou un TSAF sont proches et sont régulièrement confondus[75],
  - les symptômes de l'autisme/TSA et des TSAF peuvent être proches[76],[77],[78],
  - les épilepsies sont plus fréquentes chez les personnes atteintes d'un TSAF[79] ;
- certains symptômes ne sont pas identifiés comme symptômes : les enfants peuvent être réticents à une nouvelle situation, ne manger qu'une sorte d'aliment, ne pas savoir tenir en place, être distraits, avoir un retard d'aptitude dans le langage ou la motricité, marcher continuellement sur les orteils, être maladroit[80] ;
- les symptômes peuvent être tout à fait différents d'un enfant atteint de TSAF à l'autre : l'un ne tiendra pas en place alors que l'autre sera anormalement calme. Les personnes touchées par un TSAF peuvent présenter un déficit de l'intégration sensorielle, qui peut se manifester des façons suivantes : une hypersensibilité ou une hyposensibilité aux odeurs ou aux sons ou au toucher[80][source insuffisante] ;
- certaines difficultés liées aux TSAF ne peuvent être observées que longtemps après la naissance : lenteur générale, difficultés dans l'apprentissage de la lecture, du calcul, difficulté de compréhension abstraite : le temps qui passe, la valeur de l'argent…
- l'éventail des troubles est très large : le type et l'importance des séquelles de l'alcool varient selon le moment de la consommation d'alcool, la quantité, la résistance de la mère, les gènes de l'enfant[81] ;
- la famille de la personne touchée par un TSAF peut avoir honte de ses difficultés ou craindre son comportement, et décider de lui éviter les contacts extérieurs, y compris médicaux ;
- les observations sont faites par des personnes différentes (dentiste, kinésithérapeute, orthophoniste, médecin, instituteur…) car les difficultés ou anomalies touchent des domaines très divers. Pour poser le diagnostic, il faut avoir l'idée de rassembler les éléments ;
- après élimination de l'alcool, il n'y a plus de preuve de son passage. Le diagnostic sera posé après avoir exclu les autres possibilités (diagnostic d'exclusion) ;
- la question de l'alcool peut être taboue (pour la famille de l'enfant, pour son entourage, pour son médecin[82], etc.) ou mal posée[83] ;
- historique de la grossesse : il n'est pas toujours possible de savoir si la mère biologique de l'enfant a consommé des boissons alcoolisées lors de sa grossesse. Le personnel médical peut ignorer ce que sont les TSAF, et n'a pas l'idée d'enquêter sur ce point. Ou la mère biologique nie / minimise la consommation d'alcool[84]. Ou la mère sait qu'elle n'a rien consommé pendant la grossesse, et a oublié ce qu'elle a bu quand elle ignorait qu'elle était déjà enceinte. Ou le diagnostic est soupçonné fort tard, quand la mère est décédée. Ou l'enfant est adopté et sa mère inconnue ;
- culpabilité : la mère sait que l'enfant a un TSAF, mais fausse le diagnostic pour ne pas être mise en cause. Ou le praticien peut soupçonner un TSAF, mais par égard pour la mère attribuer les difficultés à une cause inconnue ;
- en vieillissant, les TSAF deviennent plus difficile à établir[85] :
  - les traits physiques typiques se modifient,
  - d'autres problèmes intervenus dans la vie — négligences, difficultés scolaires, addictions… — peuvent masquer les difficultés mentales liées à un TSAF,
  - les personnes extérieurs peuvent poser des étiquettes sur la personne — « paresseux », « menteur », « difficile »… — ce qui leur empêche de considérer la possibilité d'un TSAF.

## Devenir des personnes avec un TSAF
Les personnes touchées par les TSAF sont sur-représentées dans le système judiciaire,. Plus de 20 % des délinquants juvéniles ont un TSAF.
Parce que certaines personnes avec un TSAF n'arrivent pas à comprendre le monde qui les entoure, elles courent plus de risque d'être victimes d'abus, voire d'actes criminels.
Les adultes ayant un TSAF ont plus de risques que les autres d'avoir une interruption du parcours scolaire, peu d'adultes avec TSAF peuvent mener une vie indépendante[source insuffisante].
Une étude menée sur des femmes enceintes de 1974 à 1975, avec un suivi de l'enfant jusqu'à l'âge de 21 ans, montre que l'exposition à l'alcool pendant la grossesse augmente le risque d'avoir des problèmes avec la consommation d'alcool à l'âge adulte.

## Coûts pour la société
Parce que les séquelles de l'exposition prénatale à l'alcool sont permanentes, certains soins ou encadrements spécifiques seront nécessaires toute la vie. D'une étude à l'autre, l'estimation des coûts est variable, car elle dépend des critères pris en compte. Le coût lié à un seul cas de SAF est estimé à 596 000 $CA dans une étude de 1980 et à 1 373 000 $CA dans une étude de 1988. Le coût pour les 18 premières années de vie d'un TSAF a été estimé à 2 000 000 $US en 2012. En 2013, le coût des TSAF au Canada a représenté 1 800 000 000 $CA
Les frais sont répartis dans plusieurs domaines :
| Type de difficulté possible                       | Conséquences                     | Type de frais     |
| ------------------------------------------------- | -------------------------------- | ----------------- |
| Naissance prématurée                              | Hospitalisation et suivi         | Frais médicaux    |
| Malformations                                     | Chirurgie et/ou rééducation      | Frais médicaux    |
| Immunité affaiblie                                | Soins médicaux                   | Frais médicaux    |
| Difficultés de langage                            | Suivi orthophonique              | Frais médicaux    |
| Difficultés d'apprentissage / décrochage scolaire | Assistance scolaire              | Frais scolaires   |
| Comportement inadapté / retard mental             | Enseignement spécifique          | Frais scolaires   |
| Comportement inadapté / retard mental             | Vie en institution               | Frais sociétaux   |
| Handicap reconnu                                  | Soutien financier de la personne | Frais sociétaux   |
| Comportement inadapté                             | Démêlés avec la justice          | Frais judiciaires |
| Évaluation incorrecte des dangers                 | Soins médicaux                   | Frais médicaux    |
| Difficulté à trouver ou garder un emploi          | Assistance sociale               | Frais sociétaux   |

## Prévention

Pictogramme d'avertissement apparaissant sur les étiquettes des boissons alcoolisées.

Elle repose sur l'interrogatoire systématique de la femme enceinte consultant pour la première fois sur ses habitudes vis-à-vis de l'alcool. L'information de la patiente est capitale, en étant clair et complet sur les risques pris par la consommation d'alcool. Le message à faire passer est l'objectif « zéro verre ». Dans le cas d'un alcoolisme reconnu, une consultation spécialisée, les groupes d'alcooliques anonymes, les associations d’aide aux malades alcooliques, le soutien psychologique sont d'une grande utilité.
Il faut savoir que ce problème n'est pas forcément lié à un alcoolisme maternel. Même si la fréquence et la gravité des symptômes augmentent avec les quantités d'alcool absorbées par la maman, il n'existe pas de seuil minimal de dangerosité et même une consommation d'alcool extrêmement modérée peut entraîner un TSAF pour l'enfant. Il est en fait probable que la tolérance du fœtus à l'alcool est extrêmement variable, à la fois pendant la grossesse et suivant les individus, sans possibilité de préciser ces facteurs de sensibilité. C'est pourquoi il est aujourd'hui expressément recommandé aux femmes enceintes d'observer une abstinence totale de l'alcool pendant toute la durée de la grossesse.
En 2004, la sénatrice réunionnaise Anne-Marie Payet est à l'origine d'un amendement qui conduit à l'inscription d'un message de prévention sur l'ensemble des bouteilles de boissons alcoolisées commercialisées en France: « La consommation de boissons alcoolisées pendant la grossesse, même en faible quantité, peut avoir des conséquences graves sur la santé de l'enfant ». Alternativement, un pictogramme dont la dimension minimum n'est pas précisée peut remplacer le message.
Au Canada, dix-sept cosignataires ont signé un manifeste intitulé « Prévention du syndrome d'alcoolisme fœtal (SAF) et des effets de l'alcool sur le fœtus (EAF) au Canada » (réapprouvé en mars 2004).
Un autre volet majeur est le dépistage des enfants atteints, le diagnostic et la mise en place d'un place d'un plan d'intervention qui tient compte des forces et des défis pour l'enfant et sa famille. Lorsqu'un enfant est atteint, un plan de prévention ciblé sur sa mère biologique, peut prévenir efficacement la naissance de frère ou sœur atteint eux aussi.

## Caractéristiques d'autres troubles neurodéveloppementaux dans le Trouble du Spectre de l'Alcoolisation Fœtale
L'expression de difficultés dans le domaine cognitif et comportemental a été enregistrée chez des enfants atteints du Trouble du Spectre de l'Alcoolisation Fœtale (TSAF). Les comorbidités en question se rapprochent du trouble du déficit de l'attention avec ou sans hyperactivité, du trouble des conduites ainsi que de l'autisme.
Des similitudes au niveau du fonctionnement social et communicatif ont été relevées entre le TSAF et l'autisme : les enfants avec TSAF montrent davantage de difficultés communicatives et sociales que les enfants avec trouble du spectre de l'autisme (TSA), mais moins de comportements restreints, de stéréotypies ainsi que de mouvements du corps atypiques. Les enfants avec TSAF montrent un désir d'initier et d'entretenir des relations sociales, mais s'avèrent incapables de comprendre les interactions sociales une fois celles-ci initiées, au contraire des enfants avec TSA qui tendent à éviter les interactions avec autrui.
Bien que d'autres études aient montré les distinctions entre le TSAF et d'autres conditions pour lesquelles le taux de comorbidité est très important, les données manquent au sujet d'une possible comorbidité entre le TSAF et le TSA.
Le site du SAFERA, organisme canadien francophone de prévention du syndrome d'alcoolisation fœtale, publie des critères de distinction entre TSAF et autisme.